# Futbol Club Barcelona Bàsquet 2021-2022
Questa voce raccoglie le informazioni riguardanti il Futbol Club Barcelona Bàsquet nelle competizioni ufficiali della stagione 2021-2022.

## Stagione
La stagione 2021-2022 del Futbol Club Barcelona Bàsquet è la 64ª nel massimo campionato spagnolo di pallacanestro, la Liga ACB.

## Roster
Aggiornato al 20 luglio 2021.
| FC Barcelona Lassa 2021-22 | FC Barcelona Lassa 2021-22 |
| Giocatori                  | Staff tecnico              |
| -------------------------- | -------------------------- |

| N. | Naz.                                           | Ruolo | Nome                 | Anno | Alt.   | Peso   |  |
| -- | ---------------------------------------------- | ----- | -------------------- | ---- | ------ | ------ |  |
| 0  | Stati Uniti (bandiera) · Uganda (bandiera)     | AC    | Brandon Davies       | 1991 | 208 cm | 109 kg |  |
| 1  | Australia (bandiera)                           | P     | Danté Exum           | 1995 | 195 cm | 97 kg  |  |
| 5  | Turchia (bandiera)                             | C     | Sertaç Şanlı         | 1991 | 212 cm | 115 kg |  |
| 8  | Spagna (bandiera)                              | A     | Sergi Martínez       | 1999 | 202 cm | 90 kg  |  |
| 10 | Lettonia (bandiera) · Spagna (bandiera)        | AG    | Rolands Šmits        | 1995 | 208 cm | 107 kg |  |
| 14 | Stati Uniti (bandiera)                         | AG    | Nigel Hayes          | 1994 | 203 cm | 103 kg |  |
| 18 | Spagna (bandiera)                              | AC    | Pierre Oriola (C)    | 1992 | 208 cm | 102 kg |  |
| 20 | Argentina (bandiera) · Italia (bandiera)       | P     | Nicolás Laprovíttola | 1990 | 190 cm | 82 kg  |  |
| 21 | Spagna (bandiera)                              | G     | Álex Abrines         | 1993 | 198 cm | 86 kg  |  |
| 22 | Stati Uniti (bandiera)                         | GA    | Cory Higgins         | 1989 | 196 cm | 82 kg  |  |
| 24 | Stati Uniti (bandiera) · Slovacchia (bandiera) | G     | Kyle Kuric           | 1989 | 193 cm | 88 kg  |  |
| 31 | Lituania (bandiera)                            | P     | Rokas Jokubaitis     | 2000 | 193 cm | 88 kg  |  |
| 33 | Montenegro (bandiera) · Spagna (bandiera)      | AG    | Nikola Mirotić       | 1991 | 208 cm | 108 kg |  |
| 41 | Senegal (bandiera) · Spagna (bandiera)         | C     | Ibou Badji           | 2002 | 215 cm |        |  |
| 42 | Spagna (bandiera)                              | AP    | Michael Caicedo      | 2003 | 199 cm | 90 kg  |  |
| 43 | Uruguay (bandiera) · Italia (bandiera)         | P     | Agustín Ubal         | 2003 | 198 cm | 85 kg  |  |
| 46 | Nigeria (bandiera)                             | C     | James Nnaji          | 2004 | 212 cm | 110 kg |  |
| 99 | Stati Uniti (bandiera) · Grecia (bandiera)     | P     | Nick Calathes        | 1989 | 195 cm | 97 kg  |  |
| -  | Messico (bandiera)                             | AG    | Gael Bonilla         | 2003 | 202 cm |        |  |
| -  | Spagna (bandiera)                              | AP    | Rafael Villar        | 2004 | 191 cm |        |  |

| Allenatore |
| - Šarūnas Jasikevičius |
| Assistente/i |
| - David García - Tomas Masiulis - Darius Maskoliūnas - Óscar Orellana Legenda - (C) Capitano - (IN) Inattivo - Infortunato Roster |

## Mercato

### Sessione estiva
| Acquisti | Acquisti             | Acquisti        | Acquisti              | Acquisti |
| R.a      | Nome                 | da              | Modalità              |          |
| -------- | -------------------- | --------------- | --------------------- | -------- |
| C        | Sertaç Şanlı         | Anadolu Efes    | svincolato            |          |
| P        | Rokas Jokubaitis     | Žalgiris Kaunas | definitivo (230000 €) |          |
| P        | Nicolás Laprovíttola | Real Madrid     | svincolato            |          |
| AG       | Nigel Hayes          | Žalgiris Kaunas | svincolato            |          |

| Cessioni | Cessioni        | Cessioni           | Cessioni       | Cessioni |
| R.       | Nome            | a                  | Modalità       |          |
| -------- | --------------- | ------------------ | -------------- | -------- |
| AG       | Víctor Claver   | Valencia           | rescissione    |          |
| GA       | Ádám Hanga      | Real Madrid        | rescissione    |          |
| C        | Artem Pustovyj  | Gran Canaria       | fine contratto |          |
| P        | Léo Westermann  | Monaco             | definitivo     |          |
| PG       | Leandro Bolmaro | Minnesota T'wolves | definitivo     |          |
| P        | Brancou Badio   | Skyl. Francoforte  | fine contratto |          |
| C        | Pau Gasol       |                    | ritirato       |          |

### Dopo l'inizio della stagione
| Acquisti | Acquisti   | Acquisti   | Acquisti        | Acquisti   |
| R.       | Nome       | da         | Data            | Modalità   |
| -------- | ---------- | ---------- | --------------- | ---------- |
| P        | Danté Exum | Free agent | 7 dicembre 2021 | svincolato |

| Cessioni | Cessioni     | Cessioni     | Cessioni       | Cessioni    |
| R.       | Nome         | a            | Data           | Modalità    |
| -------- | ------------ | ------------ | -------------- | ----------- |
| C        | Ibou Badji   | Força Lleida | 4 ottobre 2021 | rescissione |
| P        | Agustín Ubal | Breogán      | 3 marzo 2022   | prestito    |